# Killer (음반)
《Killer》는 1971년 11월 27일에 발매된 미국의 록 밴드 앨리스 쿠퍼의 네 번째 스튜디오 음반이다. 음반은 빌보드 200 차트에서 21위에 올랐고, 두 싱글 〈Under My Wheels〉와 〈Be My Lover〉는 빌보드 핫 100 차트에 올랐다.

## 배경
쿠퍼는 《Killer》와 《Love It to Death》 음반을 집중 조명했던 《A Fistful of Alice》와 《In the Studio with Redbeard》의 라이너 노트에서 〈Desperado〉는 이번 음반이 발매되던 해에 죽은 친구 짐 모리슨에 대한 노래였다고 말했다. 앨리스 쿠퍼와의 NPR 라디오 인터뷰에 따르면, 〈Desperado〉는 영화 《황야의 7인》에 나오는 로버트 본의 캐릭터에 대해 쓰여졌다. 〈Halo of Flies〉는 컴필레이션 《The Definitive Alice Cooper》에 실린 쿠퍼의 라이너 노트에 따르면, 밴드가 킹 크림슨 같은 프로그레시브 록 정장을 공연할 수 있다는 것을 증명하기 위한 시도이며 스메르시와 유사한 단체에 관한 것으로 추정된다. 〈Desperado〉와 〈Under My Wheels〉, 〈Be My Lover〉는 쿠퍼의 여러 컴필레이션 음반에 수록되었다. 〈Dead Babies〉라는 곡은 가사가 "아동 학대 방지" 메시지를 전달했음에도 불구하고 음반 발매 이후 일부 논란을 일으켰다.

## 평가
| 전문가 평가              | 전문가 평가 |
| 평가 점수                | 평가 점수   |
| 출처                     | 점수        |
| ------------------------ | ----------- |
| AllMusic                 | [ 3 ]       |
| Christgau's Record Guide | B–          |
| Rolling Stone            | (favorable) |

《롤링 스톤》의 레스터 뱅스가 호평했다. 그는 "그것은 밴드의 사운드와 질감에 대한 접근 방식의 모든 요소들을 그들의 불규칙한 첫 두 음반의 모든 약속을 충족시키는 완전히 통합된 정점으로 가져온다"며 "음반에 수록된 곡들은 그가 그들에게 투영하고 있는 끝없는 영화에서 자신을 다른 역할로 발견한다"고 설명했다. 그는 앨리스 쿠퍼를 "강한 밴드이자, 필수적인 밴드이며, 그들은 오랫동안 함께 있을 것이다"라고 말하며 끝을 맺었다. 로버트 크리스트가우가 "요즘 하드 록의 베이스 사용법에 대한 취향은 '초현실'은 말할 것도 없고 '극장'은 말할 것도 없고 '트랜스베스타이트' 트랩을 잊지 말자"고 말하며 음반을 B로 평가했다. 하지만 그는 "음반은 〈Under My Wheels〉와 〈Be My Lover〉 이후 주춤하지만, 두 사람 모두 인간 봉사부의 〈I'm Eighteen〉은 아니다"라고 말했다. 올뮤직의 그레그 프라토는 〈Killer〉를 5명의 스타 중 4.5점으로 평가했다. 그는 "방해적인 곡들이... 완벽하게 들어맞았다"며 "다른 곡들은 훨씬 더 예외적이었다"고 말했다. 그는 "그들이 어른들에게 철저히 경멸을 받으며 가장 악명 높고 오해받는 연예인에 속한다고 보상했다"고 지적했다.

### 차트
이 음반은 빌보드 200 차트에서 21위에 올랐고, 두 개의 싱글이 빌보드 핫 100 차트에 올랐다. 〈Be My Lover〉는 49위에 올랐고 〈Under My Wheels〉는 59위에 올랐다.

### 라이브 퍼포먼스
《Killer》는 《Welcome to My Nightmare》와 《Billion Dollar Babies》에 이어 앨리스 쿠퍼의 콘서트 세트 리스트에서 세 번째로 많이 대표되는 음반으로, 그가 라이브로 연주한 곡의 13.3%를 차지한다. 《Welcome to My Nightmare》와 함께, 모든 곡이 라이브로 재생된 앨리스 쿠퍼 음반 중 하나이지만, 〈You Drive Me Nervous〉는 지원 《Killer》 투어가 끝난 후 1999년까지 재생되지 않았고, 2006년 이후로는 한 번도 연주되지 않았다. 〈Desperado〉는 1989년 《Trash》 투어 이전에 단 한 번 공연되었지만, 그 이후로 자주 라이브로 연주되고 있다.

## 곡 목록
| #  | 제목                | 작사·작곡                                             | 재생 시간 |
| -- | ------------------- | ----------------------------------------------------- | --------- |
| 1. | 〈Under My Wheels〉 | 마이클 브루스, 데니스 더너웨이, 밥 에즈린             | 2:51      |
| 2. | 〈Be My Lover〉     | 브루스                                                | 3:21      |
| 3. | 〈Halo of Flies〉   | 앨리스 쿠퍼, 글렌 벅스턴, 더너웨이, 브루스, 닐 스미스 | 8:22      |
| 4. | 〈Desperado〉       | 쿠퍼, 브루스                                          | 3:30      |

| #  | 제목                     | 작사·작곡                              | 재생 시간 |
| -- | ------------------------ | -------------------------------------- | --------- |
| 5. | 〈You Drive Me Nervous〉 | 쿠퍼, 브루스, 에즈린                   | 2:28      |
| 6. | 〈Yeah, Yeah, Yeah〉     | 쿠퍼, 브루스                           | 3:39      |
| 7. | 〈Dead Babies〉          | 쿠퍼, 벅스턴, 브루스, 더너웨이, 스미스 | 5:44      |
| 8. | 〈Killer〉               | 브루스, 더너웨이                       | 6:57      |

## 인증
| 국가                       | 인증     | 판매량/출하량 |
| -------------------------- | -------- | ------------- |
| 미국 (RIAA)                | 골드     | 500,000^      |
| 미국 (RIAA)                | 플래티넘 | 1,000,000^    |
| ^출하량을 기반으로 한 인증 |          |               |